# Papiro 25
Il Papiro 25 ({\displaystyle {\mathfrak {p}}}25) è uno dei più antichi manoscritti esistenti del Nuovo Testamento, datato paleograficamente agli inizi del III secolo. È scritto in greco.

## Contenuto del papiro
{\displaystyle {\mathfrak {p}}}25 contiene una piccola parte del Vangelo secondo Matteo (18,32-34; 19,1-3, 5-7. 9-10).
Il testo del codice è rappresentativo del tipo testuale occidentale. Kurt Aland lo ha collocato nella Categoria III.
È attualmente ospitato presso la Musei statali di Berlino (Inv. 16388) in Berlino.